# Kosmogoni
En kosmogoni (av grekiskans κόσμος kosmos, "världen" och γόνος gonos, "ursprung") är en teori eller en berättelse om världsalltets ursprung. Benämningen kosmogoni kan avse både (religiösa) skapelseberättelser och vetenskapliga teorier om universums uppkomst. Inom astronomin betyder kosmogoni mer specifikt forskning om planetsystemets uppkomst.
I vetenskapliga sammanhang görs en distinktion mellan kosmogoni och kosmologi. Det senare betecknar vetenskapen om universums nuvarande storskaliga struktur, men frågar inte om dess ursprung. Begreppen överlappar. Ingen av dem behandlar frågan om varför universum har uppkommit, utan det betraktas som metafysik utanför naturvetenskapens räckvidd, eftersom det inte kan testas empiriskt. I filosofiska sammanhang finns en tvetydighet mellan kosmogoni och kosmologi, exempelvis i det kosmologiska argumentet.
| ” | Kosmologi är studiet av struktur och förändringar i nuvarande universum medan det vetenskapliga området kosmogoni inriktar sig på universums uppkomst. Observationer av vårt nuvarande universum möjliggör inte bara prognoser om framtiden. De tillhandahåller även spår av händelser långt tillbaka i tiden när [...] kosmos randades. Så – kosmologers och kosmogonisters verksamheter överlappar varandra. | „ |

## Historik
Då man i äldre tider knappast ägde någon kunskap om fixstjärnornas verkliga natur och ställning i världsalltet och kännedomen om fixstjärnsystemets byggnad och struktur var bristfällig, var det helt naturligt, att de kosmogoniska teorierna i allmänhet inskränkte sig till att behandla förhållandena inom vårt solsystem. De forntida idéerna om världsalltets uppkomst saknar i allmänhet nästan varje vetenskapligt underlag; de är oftast byggda på religiös-mytologiska motiv eller är resultat av rent filosofiska spekulationer. Även en stor mängd av de kosmogoniska arbetena är av denna art.
Swedenborg var kanske den som först uttalade sig om världsfenomenet som en utvecklingsprocess. Han ställde sina kosmogoniska åsikter i nära samband med sina metafysiska läror, framställda i Principia rerum naturalium etc. (1734). Några år senare framlade Thomas Wright i An original theory, or new hypothesis of the universe (1750) en liknande teori, där han emellertid behandlade inte bara solsystemets, utan hela världsalltets utveckling. Han antog att Vintergatan var sammansatt av ett stort antal system av samma art som vårt solsystem, sammanhållna genom gravitationen och utströdda i en stor ring, roterande kring en mot dess plan vinkelrät axel.
Filosofen Immanuel Kant upptog Wrights idéer och utvecklade dem närmare i Allgemeine naturgeschichte und theorie des himmels (1755). I fråga om Vintergatsystemets struktur anslöt sig Kant fullkomligt till Wrights åskådning; hans förnämsta bidrag till teorin var hans betraktelser över solsystemets bildning. Kant antog, att materien ursprungligen varit fördelad i diskreta partiklar med relativt stora mellanrum, så att medeltätheten var ytterst ringa. Till följd av sammanstötningar mellan särskilda masspartiklar bildades större kroppar; men den allmänna attraktionen var, enligt Kant, den huvudsakliga orsaken till koncentrationsprocesserna. Olikheten i de grundelement, av vilka den ursprungliga massan bestod, och deras olika grad av attraktion verkade så, att de tyngre partiklarna drog till sig de lättare, som omgav dem. De så uppkomna koncentrationscentra växte så småningom därigenom, att de mindre massorna drogs mot de större. Omkring den starkast attraherande av de så bildade kropparna (den blivande solen), uppstod massanhopningar, i det att mindre massor från alla håll rörde sig in mot densamma. Genom elasticiteten hos den mellanliggande materien och genom ömsesidiga sammanstötningar förändrades, enligt Kants åsikt, rörelseriktningarna hos dessa mindre massor, så att en del av dem, i stället för att störta in i centralkroppen, började beskriva kurvor kring densamma. De ömsesidiga kollisionerna mellan de olika massorna fortgick emellertid, ända tills att slutligen endast några få större kroppar, planeterna, blev kvar, vilka nu i nästan samma plan och i samma riktning kretsade kring solen i nästan cirkelformiga banor. Även solens och planeternas rotation samt uppkomsten av månsystemen med mera sökte Kant förklara på denna väg. Prövad från vetenskapens nuvarande ståndpunkt, erbjuder Kants teori så många, delvis fundamentala, svårigheter och fel, att den numera inte har något faktiskt värde. Hans kosmogoniska idéer vittnar om stort skarpsinne och generalisationsförmåga, men många av hans argument och slutledningar var falska, beroende på bristande kännedom om naturlagarna. De är emellertid av historiskt intresse.
Den mest berömda av alla kosmogoniska teorier är den av Laplace i Exposition du système du monde (1796) framställda nebularteorien. Denna teori är även känd under namnet '"Kant-Laplaces hypotes", vilken benämning dock är högst oegentlig, då Kants teori knappast har någonting alls gemensamt med Laplaces. Det torde också vara säkert, att Laplace aldrig haft någon kännedom om existensen av Kants teori, som på hans tid över huvud var mycket litet känd. Den enda teori för planeternas uppkomst, som Laplace enligt sin egen uppgift kände till, var en av Buffon framkastad hypotes, enligt vilken planeterna bildats av materia, som utslungats från solen vid en sammanstötning mellan denna och en komet. Denna hypotes visades av Laplace vara ohållbar. Enligt nebularteorien var solen ursprungligen omgiven av en vidsträckt, starkt upphettad atmosfär eller ett nebulöst hölje, som sträckte sig utomkring hela det nuvarande planetsystemets område. Hela den glödande massan roterade långsamt i en led, motsvarande den, vari nu planeterna kretsa kring solen. Genom värmets utstrålning i världsrymden avkyldes och förtätades denna massa så småningom. Enligt kända fysikaliska lagar måste samtidigt med denna sammandragning en ökning i rotationshastigheten uppstå. Vid en viss tidpunkt kom vid massans yttersta gräns den av rotationen framkallade centrifugalkraften i ekvatorn i jämvikt med den från centrum utgående attraktionen. Dessa yttersta delar lösgjorde sig då och bildade en ring, under det att den inre delen av massan fortfor att sammandraga sig. På detta sätt avsöndrade sig den ena ringen efter den andra, en på vart avstånd från centrum, där nu en planet befinner sig. Hos var och en av dessa ringar kunde vissa partier vara tätare än andra, så att ringen småningom genom den ömsesidiga attraktionen mellan de olika smådelarna sönderföll i flera delar, vilka var för sig fortsatte att kretsa runt solen på samma avstånd. Om en av dessa delar var så stor, att den genom sin attraktion efter hand med sig förenade de övriga, uppstod slutligen en planet. Månsystemen kan vara bildade ur ringar, som avsöndrats från planeterna på samma sätt som dessa från solen. Saturnusringen utgör det enda exemplet på en ännu kvarbliven sådan ring. Kometerna ansåg Laplace vara små, från det ena solsystemet till det andra irrande nebulosor, vilka bildas genom kondensation av den i världsrymden utbredda nebulosmaterien. Råkade de från något håll inkomma inom solens attraktionssfär, tvingade dem dennas dragningskraft att kretsa kring solen i elliptiska eller hyperboliska banor med alla möjliga excentriciteter och lutningsvinklar mot ekliptikan. Laplace kunde genom sin teori i det stora hela ge en förklaring över flera av de viktigaste företeelserna inom planetsystemet, särskilt planet- och satellitbanornas nästan cirkulära form, rörelsernas försiggående i allmänhet i nästan ett och samma plan samt det förhållandet, att så gott som alla banrörelser och rotationer gå i en och samma led.
Den Laplaceska nebularteorien blev, delvis på grund av dess upphovsmans stora auktoritet, allmänt accepterad av hans samtid och förblev sedan så gott som allenahärskande inom kosmogonien under 1800-talet. Den fick stort inflytande på vetenskapen och filosofin. Detta inflytande har sträckt sig från behandlingen av de astronomiska och geologiska företeelserna ända till diskussionen och utvecklingen av teologiska system. Efter hand visade det sig dock, att en del viktiga invändningar kunde göras mot denna teori, i det att den i vissa delar kom i strid såväl med de fysiska lagarna som med åtskilliga observerade fakta. Av flera forskare, såsom Édouard Roche, Hervé Faye, George Howard Darwin med flera, har vissa modifikationer av teorin gjorts, genom vilka de sökt att åtminstone delvis lösa svårigheterna. Särskilt Darwin har genom sina viktiga undersökningar över inverkan av ebb- och flodfenomenet vid himlakropparnas bildning inlagt stora förtjänster. Emellertid kvarstår så många och så viktiga invändningar mot den Laplaceska teorien, att densamma numera anses föråldrad.